# Кангас де Онис
Кангас де Онис (шп. Cangues d'Onís) је истоимени град и општина у источном делу покрајине Астурија на северу Шпаније. 
Место је до 774. године било седиште Краљевине Астурије, све док астуријски владар Сило није преселио главни град у село Правиа. 